# NGC 4793
NGC 4793 is een balkspiraalstelsel in het sterrenbeeld Hoofdhaar. Het hemelobject ligt 122 miljoen lichtjaar van de Aarde verwijderd en werd op 11 april 1785 ontdekt door de Duits-Britse astronoom William Herschel.

## Synoniemen
- UGC 8033
- IRAS 12522+2912
- MCG 5-31-3
- ZWG 159.116
- ZWG 160.11
- KUG 1252+292
- PGC 43939